# 1148 Rarahu
Rarahu (asteróide 1148) é um asteróide da cintura principal com um diâmetro de 33,23 quilómetros, a 2,6655814 UA. Possui uma excentricidade de 0,1155158 e um período orbital de 1 910,96 dias (5,23 anos).
Rarahu tem uma velocidade orbital média de 17,15701812 km/s e uma inclinação de 10,84361º.
Esse asteróide foi descoberto em 5 de Julho de 1929 por Alexander Deutsch.